# Eiche Fischteichweg 1
Die Eiche Fischteichweg 1 in Hannovers Stadtteil Vinnhorst wird als Naturdenkmal unter der Nummer ND-H 248 geführt. Nach seiner Art gehört der Baum zu den Stieleichen (Quercus robur) und steht auf dem Gelände eines von der Stadt Hannover betriebenen Kindergartens.
Die Stadt Hannover hatte den Baum im Jahr 1990 unter der Nummer ND-HS 42 unter Schutz gestellt. Die nach dem Niedersächsischen Kommunalverfassungsgesetz inzwischen für die Aufgaben der unteren Naturschutzbehörde zuständige Region Hannover ordnete die Naturdenkmale für ihr Gebiet im Jahr 2010 neu, hob die bisherigen Verordnungen der Kommunen auf, erließ für die meisten der bisherigen Naturdenkmale eine neue (Sammel-)Verordnung und begründete die Unterschutzstellung dieses Baumes in der neuen Verordnung mit dieser Beschreibung:
Es handelt sich um einen frei gewachsenen Baum mit ausladender Krone, der das Bild der Umgebung in besonderer Weise prägt.
und nannte als Schutzzweck
Die Eiche ist wegen ihrer Größe selten und wegen ihres stattlichen Wuchses mit ausgeprägter Baumkrone besonders schön.
Den Standort beschreibt die Verordnung:
Auf dem Freigelände der Kindertagesstätte Fischteichweg
und nennt als Flurdaten
Hannover-Vinnhorst, Flur 3, Flurstück 131/14.
Im Frühjahr 2021 bietet sich dieses Bild: Der Baum ist in jüngerer Zeit stark beschnitten worden, Äste wurden eingekürzt und mehrere Seile zum Ausgleich des unterschiedlichen Gewichts der Äste und zur Stabilisierung der Krone gespannt. Der kräftige Wiederaustrieb von Zweigen an den gekürzten Ästen ist in unbelaubtem Zustand gut erkennbar. Ein Ast im unteren Bereich ist vor kurzer Zeit unterhalb einer Bruchstelle abgeschnitten worden. Ein den Baum und seine Bedeutung als Naturdenkmal erläuterndes Informationsschild findet sich im Frühjahr 2021 vor Ort nicht.
Vor dem Bau des Kindergartens stand unter der Eiche ein Gedenkstein für im Ersten Weltkrieg gestorbene Soldaten. Sie hatte daher in Vinnhorst den Namen „Kriegerdenkmalseiche“. Ihre Unterschutzstellung hatte der Bezirksrat des Stadtbezirks Hannover-Nord im Jahr 1989 mit Zustimmung aller Fraktionen bei der Stadt Hannover angeregt. Diesem Wunsch folgte die Stadt Hannover durch die Verordnung vom 17. Mai  1990, in der zur Begründung für die Unterschutzstellung angegeben wurde:
Die Erklärung zum Naturdenkmal erfolgt mit dem Ziel, die Eiche zu erhalten. Die Eiche konnte sich als freistehender Baum zu einem besonders schönen Exemplar entwickeln. Sie ist wegen ihrer Größe selten.
Im Jahr 1995 hatte die Eiche in der Höhe von einem Meter einen Stammumfang von 425 Zentimeter.